# Zbiór jednoelementowy
Zbiór jednoelementowy, zbiór jednostkowy, singleton – zbiór, do którego należy dokładnie jeden element. Zbiór, którego jedynym elementem jest {\displaystyle x,} oznacza się zwykle {\displaystyle \{x\};} można go scharakteryzować w następujący sposób:
{\displaystyle a\in \{x\}\ \Leftrightarrow a=x}.

## Własności
Zbiory jednoelementowe mają następujące kluczowe własności:
{\displaystyle \{a\}\cap \{b\}=\varnothing \Leftrightarrow a\neq b\Leftrightarrow \{a\}\neq \{b\},}
powyższe równoważności można także zapisać jako:
{\displaystyle \{a\}\cap \{b\}\neq \varnothing \Leftrightarrow a=b\Leftrightarrow \{a\}=\{b\}.}
Ponadto każdy zbiór jest sumą zbiorów jednoelementowych zawierających jego elementy:
{\displaystyle A=\bigcup \limits _{x\in A}\{x\}.}
Zachodzi także:
{\displaystyle x\in X\Leftrightarrow \{x\}\subset X}.

## Przykłady

### Teoria mnogości
Elementem zbioru jednoelementowego może być dowolny obiekt – również inny zbiór. Zbiór jednoelementowy jest zawsze czymś innym niż element, który zawiera:
- Zbiór {\displaystyle \mathbb {N} } zawiera wszystkie liczby naturalne, a {\displaystyle \{\mathbb {N} \}} to zbiór, którego jedynym elementem jest zbiór liczb naturalnych.
- Podobnie {\displaystyle \varnothing } jest zbiorem pustym, tzn. niezawierającym żadnego elementu: {\displaystyle \forall x\colon x\not \in \varnothing ,} natomiast zbiór {\displaystyle \{\varnothing \}} jest zbiorem jednoelementowym, którego jedyny element jest zbiorem pustym. W szczególności {\displaystyle \{\varnothing \}\neq \varnothing .} Podobnie {\displaystyle {\big \{}\{\varnothing \}{\big \}}\neq \varnothing } oraz {\displaystyle {\big \{}\{\varnothing \}{\big \}}\neq \{\varnothing \}.} Obserwacja ta umożliwia „tworzenie czegoś z niczego” (łac. creatio ex nihilo), tzn. ze zbioru pustego. Wychodząc z podobnych idei John von Neumann zbudował swoją teorię liczb naturalnych.

Zbiór {\displaystyle {\mathcal {P}}(X)} wszystkich podzbiorów (tzw. zbiór potęgowy) zbioru {\displaystyle X} jest sumą zbiorów jednoelementowych będących podzbiorami zbioru {\displaystyle X{:}}
{\displaystyle {\mathcal {P}}(X)=\bigcup _{Y\subset X}\{Y\},}
co można także zapisać w postaci
{\displaystyle Y\in {\mathcal {P}}(X)\Leftrightarrow Y\subset X}
Zbiór jednoelementowy występuje w sformułowaniu aksjomatu nieskończoności w aksjomatyce Zermela-Fraenkla teorii mnogości; ponadto pełni on ważną rolę w definicji Kazimierza Kuratowskiego pary uporządkowanej:
{\displaystyle \langle a,b\rangle ={\big \{}\{a\},\{a,b\}{\big \}}}.

### Topologia
W każdym zbiorze jednoelementowym można zdefiniować topologię, w której każdy podzbiór jest otwarty – rodzina zbiorów otwartych jest wtedy dwuelementowa i zawiera zbiór pusty oraz cały zbiór jednoelementowy. Tak zdefiniowana przestrzeń topologiczna jest jednocześnie dyskretna (wszystkie podzbiory są otwarte) i antydyskretna (tylko niezbędne podzbiory są otwarte). Jest także przestrzenią T1, bo jedyny podzbiór jednoelementowy jest domknięty. Jest wreszcie w sposób trywialny przestrzenią T0.

### Teoria kategorii
W niektórych kategoriach, na przykład w kategorii zbiorów {\displaystyle \mathbf {Set} ,} obiekty końcowe są zbiorami jednoelementowymi.